# CCPL
CCPL è un gruppo industriale cooperativo multibusiness costituito a Reggio Emilia nel 1904.
Si configura come cooperativa di secondo grado: la proprietà è detenuta da undici aziende cooperative agenti prevalentemente nel settore delle costruzioni e ubicate sul territorio nazionale italiano. Nel 2012 alle 11 Cooperative socie si è affiancata WeCoop - la cooperativa costituita dai dipendenti di CCPL - con il ruolo di socio sovventore.
Le principali aree di attività del Gruppo CCPL sono: fresh food packaging, materiali da costruzioni, energia, facility management, servizi alle imprese, property e project financing.

## La storia

### Gli antefatti
Tra il XIX e il XX secolo si avvia in Italia il processo di industrializzazione e capitalizzazione che arriva ben presto a coinvolgere Reggio Emilia e la sua provincia, modificandone l'agricoltura, l'economia e l'assetto sociale. La crescita demografica e l'ampliamento dei centri urbani porta alla revisione urbanistica della città. Vengono infatti demolite le cittadelle e la cinta muraria (con il ruolo di protezione) a favore dei viali di circonvallazione. Causa ed effetto della rivoluzione in atto è la ferrovia, che assurge a simbolo di modernità.
L'evoluzione economica genera un vivace fermento sociale che porta alla nascita del movimento socialista. Affermatosi anche grazie all'impegno di leader come Camillo Prampolini e Antonio Vergnanini, il movimento conquista Reggio Emilia e provincia all'inizio del Novecento, nonostante l'elitaria legge elettorale.

### 1904-1919: la nascita e l'affermazione del Consorzio

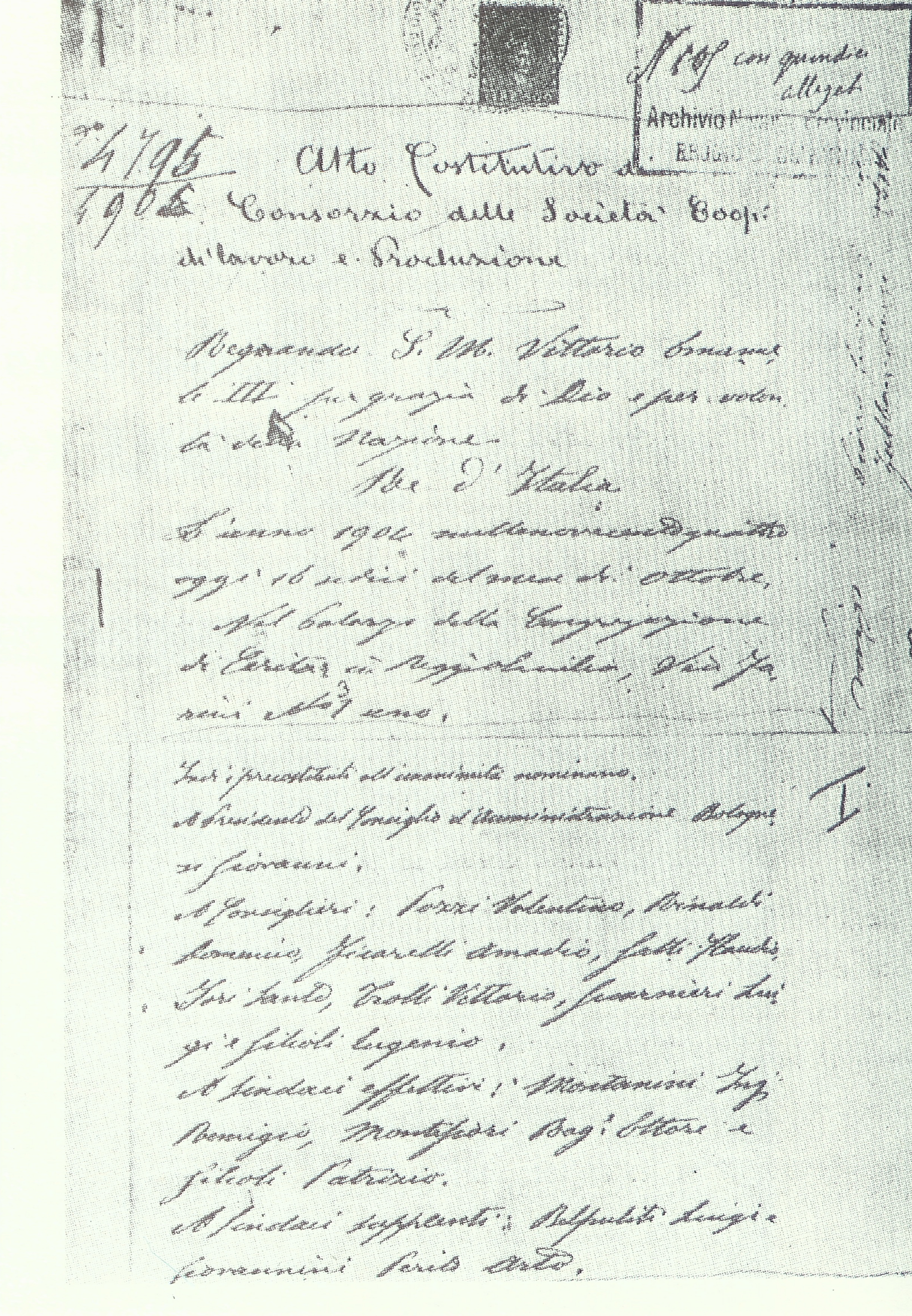
Atto costitutivo di CCPL, 1904

Le singole cooperative non dispongono della forza economica e della tecnostruttura necessarie a concorrere all'appalto ferroviario, nasce perciò l'idea di unirsi in un Consorzio.
Il 16 ottobre 1904 viene costituito il “Consorzio delle Società Cooperative di Lavoro e Produzione della Provincia di Reggio Emilia” (CCPL) con sede a Reggio presso la Camera del Lavoro in via Farini. L'atto costitutivo è sottoscritto dai presidenti di ventisette cooperative della provincia. Il capitale sociale iniziale ammonta a 67.920 lire ripartito in 1.132 azioni da 60 lire (equivalenti a 217,30 €), di cui 462 sottoscritte dalle cooperative fondatrici e 670 da singoli cooperatori. Il 4 novembre 1904 l'amministrazione provinciale di ispirazione socialista affida al Consorzio la costruzione e gestione della ferrovia Reggio-Ciano.
Nonostante le difficoltà nell'agosto del 1907 il Consorzio inizia i lavori ferroviari assumendosene il rischio poiché il progetto è in attesa d'approvazione.
Per il movimento operaio e socialista la costruzione della ferrovia diventa un'epopea popolare che comincia ad avere una sempre più forte connotazione simbolica anche a livello internazionale, tant'è che viene portata come esempio da Charles Gide, dirigente dell'Alleanza Cooperativa Internazionale.
I lavori di costruzione vengono conclusi il 15 gennaio 1911 e per il Consorzio, che conta 105 addetti, si apre la nuova fase di gestione e manutenzione della ferrovia, la quale non esaurisce l'attività del Consorzio.
All'origine della nascita c'è infatti una vocazione industriale che si manifesta attraverso una rete di cooperative in grado di cimentarsi nell'ambito dei lavori pubblici. Lo Statuto sociale del Consorzio viene esteso all'assunzione di “appalti per la costruzione di opere pubbliche e lavori privati di ogni genere e all'esercizio di aziende commerciali e industriali” (art. 2).
Il quartiere Gardenia, nel quale lavorano fianco a fianco imprese private e cooperative, diventa il terreno di sperimentazione dell'attività del Consorzio che vi costruisce una prima casa per gli addetti alla ferrovia.
La redazione del bilanco del Consorzio rivela una dicotomia: è suddiviso nel “ramo ferroviario” e nel “ramo lavori”; il Consorzio si dota di una tecnostruttura adeguata all'espansione di questo secondo ramo.
Nel 1911 il Consorzio partecipa con la Cooperativa Muratori di Reggio Emilia alla ricostruzione della città di Messina distrutta tre anni prima dal terremoto.
Alla fine del primo conflitto mondiale al Consorzio è affidato il compito di guidare la riorganizzazione del sistema cooperativo locale che è molto indebolito. A tal fine il “ramo lavori” viene separato da quello ferroviario e diventa oggetto dell'attività del “Consorzio Reggiano delle Cooperative di Lavoro e Produzione” costituito a Reggio Emilia (riconosciuto con decreto del 6 luglio 1919 n.1381). Ne fanno parte le Cooperative Muratori e manovali, Falegnami e Cementori di Reggio Emilia e la Braccianti e la Muratori di Guastalla. Presidente, sede (la Camera del lavoro), dirigenti e tecnici rimangono i medesimi del precedente Consorzio. Il Consorzio Reggiano si configura come linea di continuità rispetto alla storia successiva di CCPL, perciò questa ricostruzione storica ne seguirà le vicende abbandonando quelle del Consorzio ferroviario.
L'assemblea del 23-09-1919 elegge il primo Consiglio di amministrazione. Presidente è Giovanni Bolognesi, alla guida della Cooperativa Muratori di Reggio Emilia. Di lì a un mese, Bolognesi muore e viene sostituito da Giacomo Vezzani, presidente della Cooperativa Falegnami di Reggio Emilia.

### 1920-1945: la cattura del Consorzio nella cooperazione fascista
Nei primi anni venti il Consorzio Reggiano sviluppa la sua funzione di servizio e supporto a favore delle cooperative associate: nel 1921 crea al proprio interno l'”Ufficio tecnico provinciale per le cooperative edili” la cui attività è finanziata dalle cooperative aderenti.
Nel 1922 si concludono le trattative con l'amministrazione provinciale per la costruzione della ferrovia Reggio-Boretto (o Reggio-Po), al Consorzio Reggiano ne è affidata la costruzione mentre al Consorzio Reggio-Ciano è delegata la gestione dell'esercizio.
I due Consorzi strutturano sempre meglio la loro azione sul territorio, ma nel frattempo la crisi politica precipita: lo squadrismo fascista organizza a Reggio Emilia le prime aggressioni alle sedi delle organizzazioni operaie come la Camera del Lavoro, la tipografia “La Giustizia” e i circoli socialisti.
Nel 1922 il Consorzio Reggiano trasferisce la sede in corso Garibaldi 12 dove rimane sino al 1956.
Molte cooperative abbandonano la Camera del lavoro per iscriversi ai Sindacati corporativi fascisti.
Altre cooperative, come la Muratori di Reggio, preferiscono farsi liquidare piuttosto che aderire agli organi fascisti. La Cooperativa Pittori conserva la propria indipendenza trasformandosi in società anonima.
Nel 1923 la cooperazione socialista tenta di costruire una Federazione Provinciale delle cooperative allo scopo di unificare tutte le entità politiche della cooperazione, compresa quella di stampo fascista.
A questa iniziativa, che non si concretizza, segue la proposta dell'esponente del regime fascista Natale Prampolini: trasformare il Consorzio Reggiano in una Federazione Reggiana di Cooperative Nazionali. Il rifiuto da parte del Consorzio Reggiano spinge il regime cercare altre soluzioni.
Nel 1924 le otto cooperative che lavorano sulla tratta ferroviaria Reggio-Boretto si costituiscono nel Consorzio tra Cooperative di Produzione e Lavoro fasciste (CCPLF), l'atto porta la data 11 settembre 1924, d.l. n. 1516; la sede è a Reggio in via De Amicis, 22.
Il Consiglio di amministrazione del Consorzio fascista è presieduto da Luigi Benfatti mentre il direttore è l'ing. Enrico Nasi di Rolo.
L'amministrazione provinciale, oramai controllata dal regime, priva il Consorzio Reggiano della concessione per darla alla SAFRE, la quale avoca a sé la gestione della linea e cede i lavori di costruzione al CCPLF.
Nel 1926 il Consorzio Reggio-Ciano viene convogliato all'interno dell'apparato delle organizzazioni di regime, l'amministrazione provinciale estromette la SAFRE e riassegna la gestione dei lavori Reggio-Boretto al Consorzio Reggio-Ciano, unificando così la gestione delle due tratte.
Superata la “crisi Matteotti”, il governo fascista vara sei decreti prefettizi per evitare lo scioglimento delle cooperative e la ripartizione del capitale fra i soci. Nel 1925 vengono commissariate le più importanti cooperative locali e il Consorzio Reggiano. Dante Giordani (segretario dei sindacati fascisti e revisore del Consorzio fascista) è nominato commissario della Camera del lavoro, del CCPL e del Consorzio Reggiano.
Il 30 ottobre 1926, quando Mussolini arriva a Reggio Emilia per inaugurare i 29 km della tratta ferroviaria Reggio-Boretto, la situazione è oramai del tutto normalizzata.
Nel gennaio 1928 il commissario Dante Giordani porta a termine la fusione tra il Consorzio fascista e il Consorzio Reggiano (preventivamente svuotato di ogni risorsa economica). La sede rimane in via Garibaldi 12, nei locali dell'ex-Consorzio Reggiano.
Nel 1929 la presidenza del Consorzio è affidata per la prima volta a un dirigente estraneo al territorio, il ragioniere bolognese Arnaldo Galliani, il quale è legato a Giovanni Fabbrici di Novellara, influente personalità nel regime. La gestione di Galliani coincide con una maggiore diversificazione della attività: bonifica, movimento terra e grandi lavori edili.
Il territorio della provincia comincia ad essere inadeguato rispetto alle capacità produttive del Consorzio e delle cooperative associate. La scarsità di lavoro porta al ribasso dei prezzi alimentando una pericolosa concorrenza interna tra il Consorzio e le cooperative ad esso afferenti.
Si innesca una contrazione che impedisce di rispettare la paga sindacale minima ed è necessario lasciare il campo alle cooperative associate sul territorio provinciale; il Consorzio deve ricavare fuori dalla provincia gli utili necessari al mantenimento della propria tecnostruttura e, al tempo stesso, ridurre le tariffe dei servizi alle cooperative associate. Grazie anche al rilievo nazionale del nuovo presidente, il Consorzio si aggiudica diversi lavori: all'idroscalo di Pontesella di Pola, alla caserma per gli avieri dell'aeroporto di Parma, alla caserma di Cadimare nel golfo della Spezia (progetto del CCPLF e realizzazione della Muratori di Gattatico).
L'incremento di scala degli interventi porta a cospicui acquisti di attrezzature che si rivelano preziosi nella grande crisi del 1929: il Consorzio è in grado di svolgere qualunque lavoro richiesto. La modernizzazione tecnologica e la ricerca di una maggiore efficienza gestionale sono parte di una strategia politica che vuole radicare il Consorzio sul territorio e non disperdere le competenze professionali.
Gli effetti della crisi vengono assorbiti nella seconda metà degli anni trenta grazie ai lavori legati alla realizzazione di infrastrutture militari. Accanto agli importanti lavori di bonifica e alla costruzione edifici civili nel Reggiano, il Consorzio collabora alla realizzazione degli aeroporti di Pavullo (MO) e Reggio Emilia, dell'aeroporto di Rieti si occupa anche della progettazione. Altri cantieri sono aperti in Albania e nel Basso Volturno.
I segni di ripresa economica sono accompagnati da crescenti tensioni tra il Consorzio e le cooperative più grandi, le quali vorrebbero operare direttamente sul mercato nella ricerca di appalti.
Nel 1932 Galliani si dimette e viene sostituito da Luigi Alberici della Muratori di Boretto.
L'attività del Consorzio si concentra sui lavori militari mentre la funzionalità della struttura risente del richiamo alle armi sulla manodopera. Nonostante l'indebolimento della tecnostruttura il Consorzio è costretto a sobbarcarsi i lavori fuori provincia sui quali le cooperative associate evitano di impegnarsi.
Il 2 luglio 1943 il presidente Mariani è sostituito dall'avv. Carlo Lasagni.	
Nell'assemblea del 29 luglio 1943, pochi giorni dopo la caduta del fascismo e l'arresto di Mussolini, la denominazione del Consorzio perde l'aggettivazione “fascista” e torna ad essere CCPL. Nei giorni convulsi dell'estate 1943 Lasagni rassegna le dimissioni in virtù del mutato clima politico, ma l'assemblea lo conferma presidente mentre Roberto Bolognesi è consigliere delegato.
Negli ultimi due anni del conflitto l'attività si concentra sul supporto delle Officine Reggiane (duramente bombardate) e sui lavori commissionati dall'organizzazione tedesca Todt (fosse anticarro, riparazione strade, sgombero macerie).
Nel 1944 il Consorzio decide di acquistare l'impianto di frantumazione di Montecchio Emilia per potenziare l'escavazione di inerti.

### 1945-1970: La stagione delle grandi opere
Dopo la Liberazione i tre partiti antifascisti di massa costituiscono un'unica organizzazione sindacale e una sola centrale provinciale di cooperazione: la Federazione provinciale delle cooperative (Federcoop). Presidente è il socialista Arturo Bellelli, segretario della Camera del lavoro sino al 1925; vicepresidente il democristiano ing. Villani.
L'8 maggio 1945 il prefetto del CLN, Vittorio Pellizzi, designa i commissari straordinari del Consorzio: il rag. Pietro Negroni, comunista, presidente; il geom. Alberto Pasini, democristiano, vicepresidente, Ivano Curti socialista, l'ing. Dante Montanari, socialista, direttore. La Commissione provvisoria procede all'epurazione dei dipendenti compromessi con il fascismo e alla verifica del bilancio.
Il 15 luglio 1945 l'assemblea elegge gli organi del Consorzio, presidente è Ivano Curti.
I tre partiti antifascisti designano nell'organo dei probiviri il socialista Arturo Bellelli, il democristiano Giuseppe Dossetti (uno dei padri della Costituzione italiana) e il comunista Cesare Campioli, sindaco della città. Competenze tecniche e valori politici, entrambi espressi al più alto livello, costituiscono un patrimonio di “buona reputazione” cui il Consorzio affida la salvaguardia della propria autonomia funzionale. Direttore è confermato l'ing. Dante Montanari, sostituito nel 1946 dal direttore amministrativo Dino Iori.
Le cooperative e gli enti locali attribuiscono al Consorzio la funzione di promozione dell'occupazione e dello sviluppo del territorio. Il Consorzio si occupa della riparazione dei danni causati dai bombardamenti alle Reggiane e al CCFR. Gli accordi prevedono l'avvio immediato dei lavori a fronte di pagamenti dilazionati nel tempo, il Consorzio utilizza le proprie disponibilità finanziarie al fine di favorire la ripresa dell'attività.
Nel caso della fornace di Bibbiano il Consorzio interviene per sostenere un'iniziative nata dall'entusiasmo popolare, ma priva dell'adeguato supporto di competenze e mezzi.
Il 15 settembre 1946 la denominazione sociale del Consorzio muta in Consorzio Cooperative di Produzione e Lavori di Reggio Emilia.
Anche dopo la Liberazione affiorano le tensioni interne comparse negli ultimi anni del regime: l'espansione delle attività di coordinamento da parte del Consorzio è vista come una sovrapposizione innaturale rispetto al ruolo degli organismi associati. Alcune cooperative protestano perché il Consorzio centralizza i servizi contabili per le buste paga dei loro dipendenti lasciando ad esse unicamente il recapito; altre si lamentano quando il Consorzio si aggiudica lavori a Verona, Cremona, Pistoia e Faenza e rivendicano il diritto di partecipare isolatamente alle aste.
Il ruolo manageriale di Curti e il suo peso politico servono per condurre il Consorzio fuori dalla situazione di stallo in cui si trova poiché è necessario affrontare la crisi legata alla trasformazione della cooperazione: le cooperative di birrocciai, legate al trasporto a cavallo, le potenti cooperative bracciantili nate dalla bonifica, le cooperative di montagna conoscono tutte un declino inevitabile.
Inoltre bisogna patrimonializzare la crescita della tecnostruttura sostenendo la formazione delle risorse umane e salvaguardando il patrimonio di attrezzature e capitali dai pericoli di dispersione causati dalle crisi gestionali delle singole cooperative.
Per Curti la soluzione è nell'allargamento del mercato: per la prima volta il Consorzio riceve l'incarico di costruire una fabbrica in Polonia e il quartiere Iacp in viale Omero a Milano.
Il Piano Fanfani per le case popolari, tra il 1950 e il 1953, consente al Consorzio di aggiudicarsi molti appalti INA Casa a Milano.
Il capoluogo lombardo diventa un laboratorio nel quale il Consorzio si irrobustisce assieme alle cooperative che affrontano la sfida della crescita.
I cantieri di Milano consentono alla cooperazione di valutare i modelli operativi dell'impresa capitalistica e confrontarli con i propri: la realtà di CCPL è meno dura rispetto a quella della metropoli nella quale i lavoratori vengono pagati a cottimo e l'organizzazione del cantiere non contempla misure previdenziali.
Nel 1956 viene inaugurata la nuova sede costruita sull'area di palazzo Vallisneri Vicedomini (ex-casa Guatteri), tra Corso Garibaldi e via S. Zenone 2. Il complesso polivalente (uffici, negozi, residenze) ospita la sede del Consorzio, successivamente vi viene inaugurato Coop1, il primo supermercato cooperativo.
Durante la demolizione del palazzo Vicedomini vengono recuperati gli affreschi che tuttora esposti nell'attuale sede di via Gandhi. Gli affreschi risalgono alla seconda metà del XVI secolo e sono stati attribuiti a Giovanni Bianchi.
Nella seconda metà degli anni '50 si verifica un calo negli ordinativi del settore edile popolare, mentre aumenta la domanda privata. La cooperazione non coglie immediatamente l'occasione: l'edilizia privata viene considerata un settore speculativo nel quale le cooperative rifiutano di inserirsi. Solo un decennio più tardi, nel 1967, il perdurare delle difficoltà nel settore delle opere pubbliche spinge il Consorzio a predisporre un piano di attività immobiliare privata commerciale, il cui primo intervento viene realizzato a Chiavari.
Con gli anni Sessanta, il Consorzio si dota di impianti che possano sostenere lo sviluppo delle grandi opere, è il momento in cui il settore degli inerti si espande ulteriormente. Nel 1962 viene inaugurata la nuova fornace di Quattro Castella e nel 1964 si acquista la fornace Reni, ristrutturata e messa subito in produzione. Nel 1965 si acquista dalla ditta Morini un impianto di produzione di pietrisco bituminoso e nel 1969 viene costruito un nuovo frantoio a Guardasone di Traversetolo.
Nel 1965 Ivano Curti lascia la carica dopo 20 anni di attività, viene sostituito da Livio Spaggiari già da alcuni anni affiancato a Curti nella direzione del Consorzio.
La formazione rappresenta un punto cardine dello sviluppo del movimento.
Dopo l'esperienza del convitto-scuola di Rivaltella direttamente scaturita dall'esperienza resistenziale e focalizzata sulla meccanica e sull'edilizia, nel 1960 il Consorzio acquista la villa padronale Cocconcelli in via Passo Buole dove nasce, in collaborazione con l'Associazione delle cooperative di produzione e lavoro, la Scuola edile che assolve per un decennio la funzione formativa per i quadri della cooperazione.

### 1971-1990: Industrializzazione, lavori edili, concentrazione
La produzione di prefabbricati favorisce la trasformazione in prospettiva sempre più industriale di una parte delle cooperative socie. La Muratori di Castelnuovo Sotto dà vita alla Cocep (prefabbricati industriali); la Braccianti di Cadelbosco Sopra avvia la produzione di marmette per pavimenti; la fornace di Fosdondo inizia a produrre prefabbricati per abitazioni; la Muratori di Campegine avvia la produzione di ceramica e solai. Nel 1961 la Cooperativa falegnami brevetta le prime porte prefabbricate, lo stesso fa la Cementori sulla propria gamma di prodotti. Nel 1962 è la volta della Cooperfer promossa dalla Muratori di Sant'Ilario che si è unificata nel 1960 con la cooperativa edile di Calerno per entrare nel mercato di mobili e infissi.
Il Consorzio stesso si unisce alle principali cooperative socie per realizzare nuove iniziative industriali, si profila la stagione delle Coopre. Il terreno di base è sempre collegato all'edilizia ma la localizzazione degli impianti è dettata dalle necessità logistiche della produzione.
Nel 1975 è la volta di Metalcopre 3, azienda di carpenteria a Gualtieri, frutto di un salvataggio compiuto dal CCPL ai fini occupazionali; così come a Cassina dove nel 1974 nasce Cooprecar 4, impresa per carrozzeria per autobus sostenuta assieme al CCFR.
La diversificazione industriale si collega a un processo concentrazione tra le cooperative particolarmente vivace tra il '70 e il '74. La dimensione d'impresa modifica anche i riferimenti culturali nella formazione interna: non più la politica, ma l'economia e l'organizzazione d'impresa sono i temi di riferimento. Viene avviato un rapporto stabile con l'Università Bocconi che rompe la monoliticità dei riferimenti culturali tradizionali.
L'accentuazione del profilo imprenditoriale determina anche lo scoppio delle prime vertenze sindacali nel Consorzio: prima nei frantoi (1967) e poi nelle fornaci (1969).
Il personale del Consorzio non è costituito da cooperatori bensì da dipendenti ancorché legati all'organizzazione da motivazioni politiche e professionali affini a quelle del mondo cooperativo. Gli scioperi, che conoscono momenti di forte tensione, diventano per la dirigenza del CCPL anche un momento per sottolineare la diversità del Consorzio rispetto alle cooperative associate.
Nel 1971 la necessità di convertire la fornace di Bibbiano rafforza la prospettiva industriale del Consorzio.
La buona riuscita della vicenda Coopbox favorirà lo sviluppo di altri stabilimenti.
Il 22 maggio 1975 viene deliberata l'unificazione dei Consorzi di Reggio, Parma e Piacenza al fine di rispondere adeguatamente alle esigenze di espansione dei mercati. Il Consorzio ha la direzione a Reggio e sedi decentrate a Parma e Piacenza. L'unificazione avviene per incorporazione del Consorzio parmense in quello Reggiano ma già da un paio d'anni le due organizzazioni operavano congiuntamente.
A partire dal 1976 il CCPL realizza a Reggio Emilia il Centro direzionale su un terreno di proprietà del Consorzio e della Cooperativa muratori di Cadelbosco; la sede del Consorzio si trasferisce così in via Gandhi, nel Centro Direzionale S. Pellegrino.
In questo periodo il Consorzio svolge una funzione di supporto all'attuazione della politica urbanistica del Comune collaborando alla modernizzazione del sistema viario cittadino anche attraverso la realizzazione del cavalcavia della via Emilia all'Ospizio che assicura una migliore viabilità lungo l'asse nord-sud della città.
Negli anni Ottanta il CCPL si configura come uno dei principali costruttori italiani.
Il Consorzio viene coinvolto nell'opera di ricostruzione in Irpinia a seguito del grave terremoto; nello stesso periodo CCPL avvia importanti attività a Genova e a Milano dove vengono costruite le Torri di Pratocentenaro, lavorando inoltre alla linea 3 della Metropolitana Milanese. Nel 1985 CCPL viene coinvolto dall'IRI nella realizzazione dell'impianto russo di Volgograd per la costruzione di tubi.
Mentre questi interventi accentuano la dimensione pluriregionale del Consorzio, viene acquisita TeleReggio, la principale emittente televisiva locale. Lo sviluppo dell'attività edilizia si manifesta in anni contrassegnati da una profonda crisi edile (1983-1986) che mette in difficoltà molte cooperative associate al Consorzio. In questa situazione il rapporto tra organismi di primo e di secondo grado diventa più difficile, soprattutto le grandi cooperative non avvertono più la necessità di avere il Consorzio come riferimento.
Nel 1987 le grandi cooperative trasferiscono nel Consorzio Cooperative di Costruzione (CCC) di Bologna tutti i servizi commerciali dei vari consorzi territoriali (i tre emiliani, il sardo, il lombardo, il toscano e il veneto). Nel 1989 il Consorzio cooperativo assorbe anche il Conaco e viene riconosciuto dal movimento cooperativo come il solo Consorzio nazionale. I dipendenti del Consorzio che operano nel settore servizi commerciali (con annesso l'intero ramo di attività) passano al CCC con il riferimento a CCPL Costruzioni. Alcuni consiglieri del Consorzio diventano amministratori del nuovo organismo.
Nel 1988 il Consorzio si rivolge al Cast (Centro assistenza strategica dell'Università Bocconi) al fine di prediporre un'analisi strategica sul proprio futuro economico. Il piano di sviluppo delle attività industriali che il progetto di riorganizzazione cooperativa suggerisce a CCPL viene approvato e avviato.

### 1991-2011: il Consorzio industriale

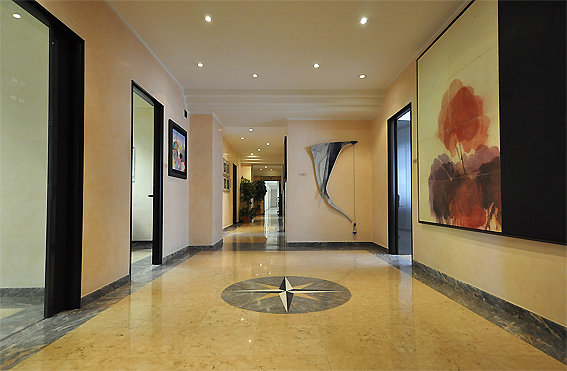
La sede del CCPL a Reggio Emilia

Il 15 maggio 1991 si dimette il presidente Piccinini, per un breve periodo è sostituito da Flavio Cagossi (presidente della Cooperativa Costruire) che riveste la funzione di garante nei confronti delle cinque maggiori cooperative: Coopsette, Orion, Unieco, Costruire e la parmense Sinco. Nel corso del primo semestre del 1992 vengono prese le decisioni che avviano la trasformazione di CCPL in un consorzio industriale.
Nel giugno del 1992 Cagossi si dimette ed è sostituito da Romano Salsi che rimane alla presidenza sino al 1997. Sono nominati consiglieri delegati i rappresentanti delle grandi cooperative. Lo stesso Comitato esecutivo, tradizionalmente espressione della tecnostruttura del Consorzio, è formato dai dirigenti delle cooperative di riferimento; per la prima volta il rapporto di trasmissione degli indirizzi tecnici si inverte e fluisce dalle Cooperative al Consorzio.
In questo processo di trasformazione, da organizzazione di servizio a organizzazione industriale, un primo punto di frizione è dato dal rapporto tra le grandi cooperative e quelle molte piccole, spesso di recente iscrizione, in grado di esercitare un potere di veto sulle scelte dell'organizzazione.
Un secondo elemento di frizione riguarda la tecnostruttura interna nella quale si manifestano volontà diverse e contrastanti.
Nel 1994 l'influenza delle grandi cooperative si accresce attraverso l'ingresso nel Consorzio di due loro amministratori: Corrado Canepari (che lascia la presidenza della Orion per coprire la direzione generale del Consorzio) e Ivan Soncini, proveniente da Coopsette. Questo ingresso rappresenta una “rivoluzione culturale” nei rapporti tra il Consorzio e i propri soci poiché per la prima volta sono i soci – che hanno coscienza delle necessità competenziali imposte dalla trasformazione aziendale - ad avere un ruolo decisionale attivo nella strutturazione della governance aziendale. Nel 1994 si compiono scelte strategiche di sviluppo aziendale e vengono individuati i settori di interesse: il packaging, i laterizi e gli aridi; nel 1996 si aggiunge l'area energia in seguito all'acquisizione di Orion Petroli spa. Il Consorzio riorganizza quindi la propria attività in aree strategiche d'attività.
Nello stesso anno una modificazione statutaria trasforma il CCPL da ente morale a cooperativa di secondo grado.
Tra il 1996 e il 1997 il giro d'affari diretto industriale supera la metà del fatturato complessivo, mentre quello di servizio è passato in pochi anni dal 70 al 35%.
L'elemento di novità è dato dall'elaborazione di un piano industriale intorno al quale si determina anche il riassetto della leadership interna.
Le operazioni concluse con Orion, Costruire e Sinco si ispirano da una parte alla tradizione della solidarietà cooperativa, dall'altra ad un'istanza di natura economica. In questi anni CCPL rilancia la prospettiva imprenditoriale del sistema cooperativo, si tratta, come tiene a sottolineare Ivan Soncini, di un gesto corretto sotto il profilo culturale cooperativo che è stato effettuato “contenendo i due valori: acquisire attività che comunque avessero delle attitudini imprenditoriali, e al valore che grosso modo fosse prossimo al valore di mercato […], mantenere in un contesto cooperativo, sia pure di secondo grado, quelle attività”. Si procede dunque in modo accorto, perseguendo la prospettiva di una realtà industriale multibusiness.
L'apice di questo processo di riorganizzazione coincide con l'elaborazione del nuovo assetto nel sistema di governo aziendale, tuttora in vigore.
Nel 2001 il Consorzio modifica di nuovo lo statuto assumendo la forma di società a responsabilità limitata.
L'organizzazione in divisioni è abbandonata nel 2002 e dal modello divisionale – dove ogni specifico ramo organizzativo appartiene alla Capogruppo – si passa a un nuovo modello imprenditoriale societario che articola il CCPL intorno al ruolo della Capogruppo e di sei business unit.
Ciò risponde a un'esigenza di riassetto delle responsabilità e di semplificazione organizzativa.
La nuova governance si ispira ad un nuovo modello: il gruppo cooperativo multibusiness unitario nel quale CCPL esercita il ruolo di capogruppo controllando e governando i sei business. Ogni area strategica d'attività è organizzata in una specifica società di capitali che a sua volta raggruppa il proprio sistema di attività secondo una logica industriale e non puramente finanziaria. Nel dicembre 2004 lo statuto viene ulteriormente modificato, sia per adeguamento alla normativa civilistica delle società commerciali, sia per varare un nuovo criterio di determinazione della quota sociale per le cooperative associate.
Nel 2011 CCPL ha un modello di business che si dispiega su 6 aree strategiche di affari (ASA), ognuna delle quali presidia i mercati di riferimento attraverso società controllate e partecipate.

## Attività
In genere le aree di attività in cui è strutturato il Gruppo CCPL sono guidate da una azienda capofila che coordina le attività di società omogenee per segmento di mercato e/o tipologia di prodotto.

### Fresh Food Packaging
L'area Fresh Food Packaging produce e commercializza contenitori per alimenti freschi e gastronomia in tutta Europa. Coopbox Group Archiviato il 29 gennaio 2011 in Internet Archive. società capofila dell'area della quale fanno parte anche Poliemme, Coopbox Eastern (Slovacchia), Promatec (Francia), Coopbox Hispania e Dynaplast (Spagna). Dal 2011 fa parte di quest'area di attività un'altra azienda francese: ONO Packaging, azienda che conta complessivamente 159 dipendenti e che ha sedi anche in Portogallo e Marocco.

### Materiali da costruzione
È l'area in più stretta continuità con la storia di CCPL con aziende al servizio del mondo dell'edilizia per la fornitura di materiali inerti e isolanti. CCPL Inerti ha cave e impianti produttivi che coprono l'area emiliana, produce e vende sabbie, ghiaie, calcestruzzi e asfalti; Isolanti Italiani nello stabilimento di Porto Torres in Sardegna produce lastre per l'isolamento termico degli edifici commercializzate in tutta Italia con il marchio Isolex.

### Energia
Energy Group Spa si occupa di distribuzione e commercializzazione, al dettaglio e all'ingrosso, di prodotti petroliferi.
Energy Group è la società capofila a cui afferiscono le partecipate Enercoop e Eurocap Petroli.

### Facility Management
È l'area che raggruppa le aziende di costruzione e gestioni di impianti tecnologici, termici, elettrici, di distribuzione acqua e gas. Capofila dell'area è Gesta che realizza impianti e successivamente li gestisce tramite global service. A quest'area fanno poi riferimento Arcoservizi
, operatore nella gestione calore per il mercato residenziale e privato, e Correggio Condotte, specializzata nella realizzazione e manutenzione di impianti di distribuzione di acqua e gas.

### Servizi alle imprese
In Servizi alle Imprese si muovono diverse aziende partecipate che operano in diversi settori: dall'Information Technology alla comunicazione, sino ad arrivare alla selezione e somministrazione del personale, per finire con consulenze nel campo della sicurezza, igiene del lavoro e ambiente.

### Property e Project Financing
Alle aziende dell'area Property e Project Financing è affidata la cura del patrimonio immobiliare del Gruppo (Resta) e l'attività di investimento in progetti di sviluppo nei campi delle energie rinnovabili e delle energie pulite (PFM - Project Financing Management)

## La Raccolta d'Arte di CCPL
Sono oltre trecento le opere che costituiscono la Raccolta d'Arte del Gruppo CCPL, frutto di un'attività collezionistica avviata nel 1994 ed incrementata negli anni.
La raccolta si compone di pezzi unici e multipli, tra cui fotografie, incisioni e doni d'arte, realizzati dal secondo dopoguerra ad oggi.
Le recenti acquisizioni sono orientate ad autori storicizzati che hanno segnato la storia dell'arte italiana, con particolare attenzione alla Pop Art, ma anche alle eccellenze del territorio emiliano, dalla pittura alla scultura, dall'incisione alla fotografia.
Per quanto riguarda i maestri storicizzati, si segnalano i nomi di Enzo Brunori, Arturo Carmassi, Enrico Della Torre, Pompilio Mandelli, Mattia Moreni e Riccardo Licata, oltre alle ricerche di Valerio Adami, Lucio Del Pezzo, Concetto Pozzati ed Emilio Tadini, riconducibili alle esperienze della Pop Art italiana.
Per quanto concerne l'area emiliana si segnalano diversi artisti, conosciuti ed apprezzati a livello nazionale, dalla generazione di Vittorio Cavicchioni, Carlo Mattioli, Gino Gandini e Marco Gerra, a Davide Benati, Omar Galliani, Franco Guerzoni, Graziano Pompili, Alfonso Borghi e molti altri.
Una sezione a parte è costituita dagli affreschi cinquecenteschi: un prestigioso ciclo pittorico salvato dalle demolizioni di Palazzo Vicedomini a Reggio Emilia.